# مکتب هایدلبرگ

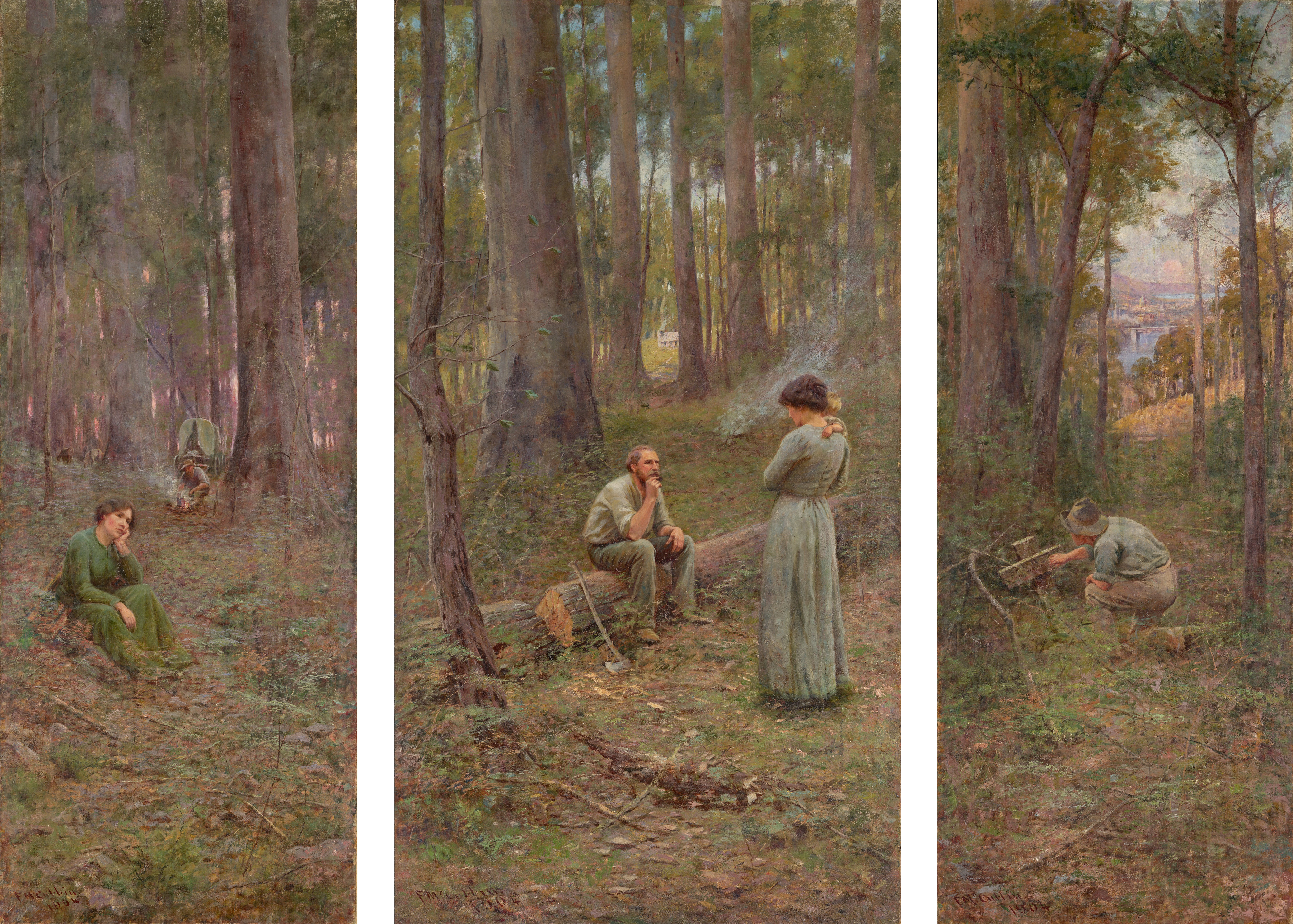
نقاشی سه‌لتی پیشاهنگ از فردریک مک‌کوبین

مکتب هایدلبرگ (انگلیسی: Heidelberg School) یک جنبش هنری مربوط به هنرمندان استرالیایی بود که در اواخر سده نوزدهم میلادی شکل گرفت. در سال‌های اخیر، عنوان این جنبش به امپرسیونیسم استرالیا هم تعبیر شده است. سیدنی دیکنسون، منتقد نقاشی و هنرهای تجسمی، این اصطلاح را نخستین بار در ژوئیه ۱۸۹۱ و هنگامی که در حال بررسی آثاری از آرتور استریتن و والتر ویترز بود ابداع نمود. دیکنسون دلیل خود از این نامگذاری را به منطقهٔ هایدلبرگ در حومهٔ شهر انتساب داد چرا که معتقد بود اغلب آثار این هنرمندان در آنجا طراحی شده‌است.